# Bredbrämad bastardsvärmare
Bredbrämad bastardsvärmare (Zygaena lonicerae) är en fjäril i familjen bastardsvärmare. 

## Kännetecken
Bredbrämad bastardsvärmare har ett vingspann på 30 till 41 millimeter. Den har 5 röda fläckar på de annars svarta framvingarna med metallisk glans i grönt och blått. Bakvingarna är röda och antennerna är klubbformade. Den förväxlas lättast med mindre bastardsvärmare som dock är betydligt mindre. Larven är gul med svarta fläckar. Kokongen är gul och båtformad och sitter på ett grässtrå på någon decimeters höjd.

## Utbredning
Den bredbrämade bastardsvärmaren finns i Europa från Irland genom Mellaneuropa vidare österut till västra Kina. I Sverige finns den från Skåne till Ångermanland.

## Levnadssätt
Den bredbrämade bastardsvärmaren lever på blomrika ängsmarker ofta på sandiga marker. Flygtiden är från början av juli till början av augusti. Man ser dem på blommor som till exempel åkervädd, ängsvädd, rödklint och tistlar. Den främsta värdväxten för larven är rödklöver. De övervintrar som larver, ofta flera vintrar. 

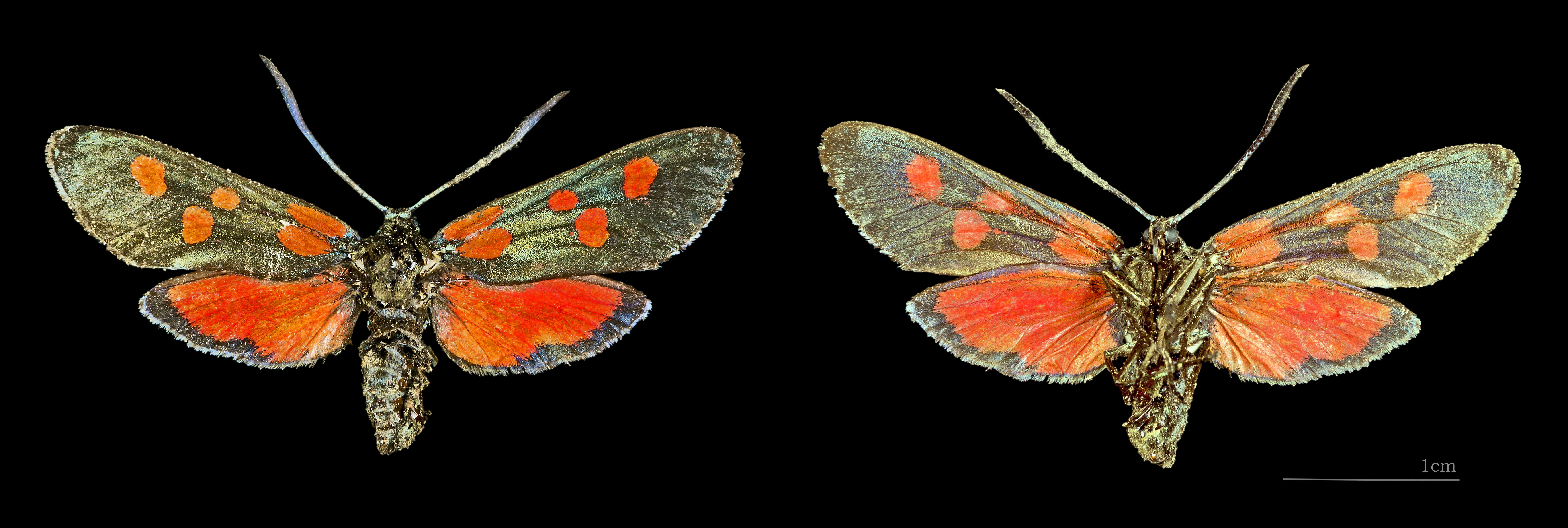

| Larv och kokong |  | Larv och kokong |
| Larv och kokong |  |                 |